# Bernhard Möllers
Bernhard Möllers  (1878-1945) est un médecin militaire allemand, en activité dans la première moitié du XXe siècle. Hygiéniste de formation, il a publié de nombreux travaux dans le domaine des maladies infectieuses.

## Biographie
Fils d'un proviseur de lycée, Bernhard Josef Möllers naît le 26 janvier 1878, à Metz, une ville de garnison animée d'Alsace-Lorraine. Le jeune Möllers fait ses études secondaires dans un bon lycée de Thionville, avant d'intégrer, en 1896, l' Akademie-Kaiser-Wilhelm, une école de médecine militaire, à Berlin, où les futurs chirurgiens reçoivent une formation scientifique, militaire et sportive. Il en sort diplômé en 1901. Il devient membre du Pépinière-Corps (de) Suevo-Borussia (1897) et Saxonia (1907).
Après l'obtention de son doctorat en médecine à Berlin, Möllers sert à partir de 1902, comme officier de carrière, dans le service de santé de la Deutsches Heer. D'abord Assistenzarzt, médecin assistant, à Sarrebourg en Lorraine, il est affecté deux ans plus tard au 2e régiment d'uhlans à Berlin. Il est promu Oberarzt, médecin, en 1905. Affecté en 1908 à l'Institut des maladies infectieuses de Berlin, Möllers poursuit les travaux de son ancien directeur, le prix Nobel de médecine Robert Koch.
Promu Stabsarzt , médecin principal, au 4e régiment de grenadiers à  Rastenburg en Prusse orientale, Möllers reste en contact étroit avec l'Institut des maladies infectieuses de Berlin. Ses nombreuses publications scientifiques - plus de 200 articles - dans les principaux journaux scientifiques de l'époque, reflètent son intérêt pour la bactériologie et l'hygiène hospitalière. Ses travaux scientifiques portent en particulier sur la tuberculose, la grippe et plus généralement sur les maladies infectieuses. Grâce à ses contributions scientifiques, il est nommé professeur de médecine en 1913, avant d'être affecté au Flieger-Bataillon Nr. 4, une unité de la Luftstreitkräfte stationnée alors à Metz, Strasbourg et Fribourg-en-Brisgau.
Pendant la Première Guerre mondiale, le professeur Möllers sert, comme son compatriote Walther Kittel, en qualité de médecin militaire dans la Deutsches Heer. En décembre 1915, il est affecté, comme médecin hygiéniste, au 15e corps d'armée, une formation implantée dans l'Alsace-Lorraine. 
Après l'armistice de 1918, Möllers retourne à Berlin, où il est démobilisé en octobre 1919. Il quitte alors le service actif et rejoint, comme beaucoup d'anciens médecins militaires, le Reichsgesundheitsamt, d'abord en tant que conseiller, puis en avril 1920, comme cadre supérieur. À partir de 1926, il publie régulièrement ses travaux dans le Internationale Gesundheitsjahrbuch des Völkerbundes, puis dans le Zentralblatts für die gesamte Hygiene (1929) et le Reichsgesundheitsblattes (1932), développant des thèses eugénistes, propre à l'Hygiène raciale, l'idéologie dominante dans l'Allemagne hitlérienne. De 1933 à 1945, il publie ainsi plusieurs articles avec Hans Reiter, responsable de l'Office de la santé du Troisième Reich, et Wilhelm Hallbauer, dans la collection Sammlung Deutscher Gesundheitsgesetze. Möllers commence à écrire la biographie de Robert Koch dans les années 1930, mais ce n'est qu'en 1950 que l'ouvrage sera publié.
Bernhard Josef Möllers a disparu le 1er mai 1945, à Berlin.

## Ses publications
- Robert Koch : Personlichkeit und Lebenswerk, 1843-1910, Schmorl & von Seefeld, Hanovre, 1950. (publication posthume)
- Verhütung und Bekämpfung übertragbarer Krankheiten im Großdeutschen Reich, Friedrich A. Wordel, Leipzig, 1944.
- Gesundheitsverwaltung des Großdeutschen Reiches, Friedrich A. Wordel, Leipzig, 1941. (coauteur avec Hans Reiter)
- Erb- und Rassenpflege, Sammlung deutscher Gesundheitsgesetz, Wordel, Leipzig, 1940. (coauteur avec Hans Reiter)
- Gesundheitswesen und Wohlfahrtspflege im Deutschen Reiche: ein Ratgeber für Ärzte, Sozialhygieniker, Kommunal- und Versicherungsbehörden, Krankenkassen, Wohlfahrtsämter, Gewerkschaften und die öffentlichen und privaten Fürsorgeorgane, Urban & Schwarzenberg, Munich, 1923.

## Sources
- Michael Hubenstorf: Möllers, Bernhard Josef, in: Neue Deutsche Biographie 17, 1994, (p. 653 et suiv.)(en ligne)
- Stammliste der Kaiser Wilhelms-Akademie für das militärärztliche Bildungswesen : Im Auftrage der Medizinal-Abteilung des Königl, Springer, Berlin, Heidelberg, 1910, (p. 476, 624) ;
- Johannes Asen, Gesamtverz. Gesamtverzeichnis des Lehrkörpers der Universität Berlin, v. I, 1810-1945, 1955;
- Kürschners Deutscher Gelehrten-Kalender. 1931.